# منتخب إيران تحت 17 سنة لكرة القدم
منتخب إيران تحت 17 سنة لكرة القدم (بالفارسية: تیم ملی فوتبال نوجوانان ایران)، هي منتخب قومي لكرة القدم الذين يلعبون تحت سن 17 سنة في إيران، حققت عدة إنجازات ومنها تحقيقه لبطولة كأس آسيا تحت 16 سنة في أوزبكستان، وتأهله لكأس العالم تحت 17 سنة 4 مرات. 

## سجل البطولة

### كأس العالم تحت 17 سنة لكرة القدم
| سجل كأس العالم تحت 17 سنة لكرة القدم | سجل كأس العالم تحت 17 سنة لكرة القدم | سجل كأس العالم تحت 17 سنة لكرة القدم | سجل كأس العالم تحت 17 سنة لكرة القدم | سجل كأس العالم تحت 17 سنة لكرة القدم | سجل كأس العالم تحت 17 سنة لكرة القدم | سجل كأس العالم تحت 17 سنة لكرة القدم | سجل كأس العالم تحت 17 سنة لكرة القدم | سجل كأس العالم تحت 17 سنة لكرة القدم |
| السنة                                | الجولة                               | لعب                                  | فاز                                  | تعادل*                               | خسر                                  | له                                   | عليه                                 |                                      |
| ------------------------------------ | ------------------------------------ | ------------------------------------ | ------------------------------------ | ------------------------------------ | ------------------------------------ | ------------------------------------ | ------------------------------------ | ------------------------------------ |
| 1985                                 | لم يتأهل                             | -                                    | -                                    | -                                    | -                                    | -                                    | -                                    |                                      |
| 1987                                 | لم يتأهل                             | -                                    | -                                    | -                                    | -                                    | -                                    | -                                    |                                      |
| 1989                                 | لم يتأهل                             | -                                    | -                                    | -                                    | -                                    | -                                    | -                                    |                                      |
| 1991                                 | لم يتأهل                             | -                                    | -                                    | -                                    | -                                    | -                                    | -                                    |                                      |
| 1993                                 | لم يتأهل                             | -                                    | -                                    | -                                    | -                                    | -                                    | -                                    |                                      |
| 1995                                 | لم يتأهل                             | -                                    | -                                    | -                                    | -                                    | -                                    | -                                    |                                      |
| 1997                                 | لم يتأهل                             | -                                    | -                                    | -                                    | -                                    | -                                    | -                                    |                                      |
| 1999                                 | لم يتأهل                             | -                                    | -                                    | -                                    | -                                    | -                                    | -                                    |                                      |
| 2001                                 | مرحلة المجموعات                      | 3                                    | 0                                    | 0                                    | 3                                    | 2                                    | 6                                    |                                      |
| 2003                                 | لم يتأهل                             | -                                    | -                                    | -                                    | -                                    | -                                    | -                                    |                                      |
| 2005                                 | لم يتأهل                             | -                                    | -                                    | -                                    | -                                    | -                                    | -                                    |                                      |
| 2007                                 | لم يتأهل                             | -                                    | -                                    | -                                    | -                                    | -                                    | -                                    |                                      |
| 2009                                 | الجولة 16                            | 4                                    | 2                                    | 1                                    | 1                                    | 4                                    | 2                                    |                                      |
| 2011                                 | لم يتأهل                             | -                                    | -                                    | -                                    | -                                    | -                                    | -                                    |                                      |
| 2013                                 | الجولة 16                            | 4                                    | 1                                    | 2                                    | 1                                    | 4                                    | 6                                    |                                      |
| 2015                                 | لم يتأهل                             | -                                    | -                                    | -                                    | -                                    | -                                    | -                                    |                                      |
| 2017                                 | ربع النهائي                          | 5                                    | 4                                    | 0                                    | 1                                    | 13                                   | 5                                    |                                      |
| 2019                                 | لم يتأهل                             | -                                    | -                                    | -                                    | -                                    | -                                    | -                                    |                                      |
| الاجمالي                             | 4/18                                 | 16                                   | 7                                    | 3                                    | 6                                    | 23                                   | 19                                   |                                      |

### بطولة آسيا للناشئين تحت 16 عاما
| سجل بطولة آسيا للناشئين تحت 16 عاما | سجل بطولة آسيا للناشئين تحت 16 عاما | سجل بطولة آسيا للناشئين تحت 16 عاما | سجل بطولة آسيا للناشئين تحت 16 عاما | سجل بطولة آسيا للناشئين تحت 16 عاما | سجل بطولة آسيا للناشئين تحت 16 عاما | سجل بطولة آسيا للناشئين تحت 16 عاما | سجل بطولة آسيا للناشئين تحت 16 عاما |     | التصفيات | التصفيات | التصفيات | التصفيات | التصفيات | التصفيات |
| السنة                               | الجولة                              | لعب                                 | فاز                                 | تعادل*                              | خسر                                 | له                                  | عليه                                | لعب | فاز      | تعادل    | خسر      | له       | عليه     |          |
| ----------------------------------- | ----------------------------------- | ----------------------------------- | ----------------------------------- | ----------------------------------- | ----------------------------------- | ----------------------------------- | ----------------------------------- | --- | -------- | -------- | -------- | -------- | -------- | -------- |
| 1985                                | انسحب                               | -                                   | -                                   | -                                   | -                                   | -                                   | -                                   | -   | -        | -        | -        | -        | -        |          |
| 1986                                | لم يتأهل                            | -                                   | -                                   | -                                   | -                                   | -                                   | -                                   | -   | -        | -        | -        | -        | -        |          |
| 1988                                | لم يتأهل                            | -                                   | -                                   | -                                   | -                                   | -                                   | -                                   | -   | -        | -        | -        | -        | -        |          |
| 1990                                | لم يتأهل                            | -                                   | -                                   | -                                   | -                                   | -                                   | -                                   | -   | -        | -        | -        | -        | -        |          |
| 1992                                | لم يتأهل                            | -                                   | -                                   | -                                   | -                                   | -                                   | -                                   | 3   | 0        | 1        | 2        | 3        | 5        |          |
| 1994                                | لم يتأهل                            | -                                   | -                                   | -                                   | -                                   | -                                   | -                                   | -   | -        | -        | -        | -        | -        |          |
| 1996                                | الجولة 1                            | 4                                   | 1                                   | 0                                   | 3                                   | 5                                   | 8                                   | -   | -        | -        | -        | -        | -        |          |
| 1998                                | الجولة 1                            | 4                                   | 0                                   | 0                                   | 4                                   | 1                                   | 11                                  | 2   | 2        | 0        | 0        | 4        | 0        |          |
| 2000                                | المركز الثاني                       | 6                                   | 5                                   | 0                                   | 1                                   | 16                                  | 3                                   | 4   | 4        | 0        | 0        | 23       | 1        |          |
| 2002                                | Suspended                           | -                                   | -                                   | -                                   | -                                   | -                                   | -                                   | -   | -        | -        | -        | -        | -        |          |
| 2004                                | المركز الرابع                       | 6                                   | 4                                   | 0                                   | 2                                   | 13                                  | 6                                   | 2   | 2        | 0        | 0        | 8        | 4        |          |
| 2006                                | ربع النهائي                         | 4                                   | 1                                   | 2                                   | 1                                   | 3                                   | 3                                   | 2   | 2        | 0        | 0        | 10       | 2        |          |
| 2008                                | البطل                               | 6                                   | 6                                   | 0                                   | 0                                   | 15                                  | 3                                   | 4   | 4        | 0        | 0        | 17       | 0        |          |
| 2010                                | الجولة 1                            | 3                                   | 1                                   | 1                                   | 1                                   | 6                                   | 4                                   | 4   | 3        | 1        | 0        | 9        | 0        |          |
| 2012                                | نصف النهائي                         | 5                                   | 4                                   | 0                                   | 1                                   | 16                                  | 7                                   | 3   | 3        | 0        | 0        | 11       | 0        |          |
| 2014                                | ربع النهائي                         | 4                                   | 2                                   | 1                                   | 1                                   | 6                                   | 5                                   | 3   | 3        | 0        | 0        | 13       | 0        |          |
| 2016                                | المركز الثاني                       | 6                                   | 3                                   | 3                                   | 0                                   | 13                                  | 4                                   | 3   | 3        | 0        | 0        | 12       | 1        |          |
| 2018                                | الجولة 1                            | 3                                   | 1                                   | 1                                   | 1                                   | 5                                   | 2                                   | 4   | 4        | 0        | 0        | 15       | 1        |          |
| الاجمالي                            | 11/18                               | 44                                  | 24                                  | 6                                   | 14                                  | 86                                  | 48                                  | 31  | 30       | 1        | 0        | 122      | 9        |          |

*تشمل التعادلات مباريات خروج المغلوب التي تم تحديدها في  ركلات الجزاء.
 **Red border color indicates tournament was held on home soil.

## بطولة اتحاد غرب آسيا لكرة القدم تحت 16 سنة
| بطولة اتحاد غرب آسيا لكرة القدم | بطولة اتحاد غرب آسيا لكرة القدم | بطولة اتحاد غرب آسيا لكرة القدم | بطولة اتحاد غرب آسيا لكرة القدم | بطولة اتحاد غرب آسيا لكرة القدم | بطولة اتحاد غرب آسيا لكرة القدم | بطولة اتحاد غرب آسيا لكرة القدم | بطولة اتحاد غرب آسيا لكرة القدم |                 |
| السنة                           | الجولة                          | لعب                             | فاز                             | تعادل                           | خسر                             | له                              | عليه                            |                 |
| ------------------------------- | ------------------------------- | ------------------------------- | ------------------------------- | ------------------------------- | ------------------------------- | ------------------------------- | ------------------------------- | --------------- |
| 2005                            | البطل                           | 4                               | 3                               | 1                               | 0                               | 17                              | 1                               |                 |
| 2007                            | المركز الثاني                   | 4                               | 2                               | 1                               | 1                               | 18                              | 8                               |                 |
| 2009                            | البطل                           | 4                               | 4                               | 0                               | 0                               | 11                              | 6                               |                 |
| 2013                            | لم يشارك                        | -                               | -                               | -                               | -                               | -                               | -                               |                 |
| 2015                            | لم يشارك                        | -                               | -                               | -                               | -                               | -                               | -                               |                 |
| 2018–Onward                     | Not WAFF member                 | Not WAFF member                 | Not WAFF member                 | Not WAFF member                 | Not WAFF member                 | Not WAFF member                 | Not WAFF member                 | Not WAFF member |
| الاجمالي                        | 3/7                             | 12                              | 9                               | 2                               | 1                               | 46                              | 15                              |                 |

*Red border color indicates tournament was held on home soil.

## كأس اتحاد وسط آسيا لكرة القدم تحت 16 سنة
| سجل كأس اتحاد وسط آسيا لكرة القدم للشباب ‏ | سجل كأس اتحاد وسط آسيا لكرة القدم للشباب ‏ | سجل كأس اتحاد وسط آسيا لكرة القدم للشباب ‏ | سجل كأس اتحاد وسط آسيا لكرة القدم للشباب ‏ | سجل كأس اتحاد وسط آسيا لكرة القدم للشباب ‏ | سجل كأس اتحاد وسط آسيا لكرة القدم للشباب ‏ | سجل كأس اتحاد وسط آسيا لكرة القدم للشباب ‏ | سجل كأس اتحاد وسط آسيا لكرة القدم للشباب ‏ |
| السنة                                     | الجولة                                    | لعب                                       | فاز                                       | تعادل                                     | خسر                                       | له                                        | عليه                                      |
| ----------------------------------------- | ----------------------------------------- | ----------------------------------------- | ----------------------------------------- | ----------------------------------------- | ----------------------------------------- | ----------------------------------------- | ----------------------------------------- |
| 2018                                      | لم يشارك                                  | -                                         | -                                         | -                                         | -                                         | -                                         | -                                         |
| 2019                                      | المركز الثالث                             | 5                                         | 3                                         | 0                                         | 2                                         | 10                                        | 5                                         |
| الاجمالي                                  | 1/2                                       | 5                                         | 3                                         | 0                                         | 2                                         | 10                                        | 5                                         |

## سجلات البطولة

### كأس العالم تحت 17 سنة
| سجلات لبطولة كأس العالم تحت 17 سنة | سجلات لبطولة كأس العالم تحت 17 سنة | سجلات لبطولة كأس العالم تحت 17 سنة | سجلات لبطولة كأس العالم تحت 17 سنة | سجلات لبطولة كأس العالم تحت 17 سنة | سجلات لبطولة كأس العالم تحت 17 سنة | سجلات لبطولة كأس العالم تحت 17 سنة | سجلات لبطولة كأس العالم تحت 17 سنة | سجلات لبطولة كأس العالم تحت 17 سنة |
| السنة                              | المرحلة                            | لعب                                | فوز                                | تعادل*                             | خسارة                              | له                                 | عليه                               |                                    |
| ---------------------------------- | ---------------------------------- | ---------------------------------- | ---------------------------------- | ---------------------------------- | ---------------------------------- | ---------------------------------- | ---------------------------------- | ---------------------------------- |
| 1985                               | لم تتأهل                           | -                                  | -                                  | -                                  | -                                  | -                                  | -                                  |                                    |
| 1987                               | لم تتأهل                           | -                                  | -                                  | -                                  | -                                  | -                                  | -                                  |                                    |
| 1989                               | لم تتأهل                           | -                                  | -                                  | -                                  | -                                  | -                                  | -                                  |                                    |
| 1991                               | لم تتأهل                           | -                                  | -                                  | -                                  | -                                  | -                                  | -                                  |                                    |
| 1993                               | لم تتأهل                           | -                                  | -                                  | -                                  | -                                  | -                                  | -                                  |                                    |
| 1995                               | لم تتأهل                           | -                                  | -                                  | -                                  | -                                  | -                                  | -                                  |                                    |
| 1997                               | لم تتأهل                           | -                                  | -                                  | -                                  | -                                  | -                                  | -                                  |                                    |
| 1999                               | لم تتأهل                           | -                                  | -                                  | -                                  | -                                  | -                                  | -                                  |                                    |
| 2001                               | دور الـمجموعات                     | 3                                  | 0                                  | 0                                  | 3                                  | 2                                  | 6                                  |                                    |
| 2003                               | لم تتأهل                           | -                                  | -                                  | -                                  | -                                  | -                                  | -                                  |                                    |
| 2005                               | لم تتأهل                           | -                                  | -                                  | -                                  | -                                  | -                                  | -                                  |                                    |
| 2009                               | دور 16                             | 4                                  | 2                                  | 1                                  | 1                                  | 4                                  | 2                                  |                                    |
| 2011                               | لم تتأهل                           | -                                  | -                                  | -                                  | -                                  | -                                  | -                                  |                                    |
| 2013                               | دور 16                             | 4                                  | 1                                  | 2                                  | 1                                  | 4                                  | 6                                  |                                    |
| 2015                               | لم تتأهل                           | -                                  | -                                  | -                                  | -                                  | -                                  | -                                  |                                    |
| 2017                               | تأهلت                              | -                                  | -                                  | -                                  | -                                  | -                                  | -                                  |                                    |
| الـمجموع                           | 4/16                               | 11                                 | 3                                  | 3                                  | 5                                  | 10                                 | 14                                 |                                    |

## مصدر
1. ↑  Irán - Irán Sub-17 - Resultados, próximos partidos, equipo, estadísticas, fotos, videos y noticias - Soccerway نسخة محفوظة 04 يوليو 2017 على موقع واي باك مشين.